# Gwardia Varšava
Warszawski Klub Sportowy Gwardia Warszawa je polský fotbalový klub z Varšavy. Založen byl roku 1948. V 50.–70. letech 20. století patřil k nejlepším polským klubům, dnes hraje nižší soutěže. Přestože nikdy nevyhrál polskou ligu, zúčastnil se historicky prvního ročníku Poháru mistrů evropských zemí v sezóně 1955/56. Gwardia skončila v polské lize nejvýše druhá (1957), dvakrát pak třetí (1959, 1972/73). Jednou získala polský fotbalový pohár (1953/54).

## Účast v evropských pohárech

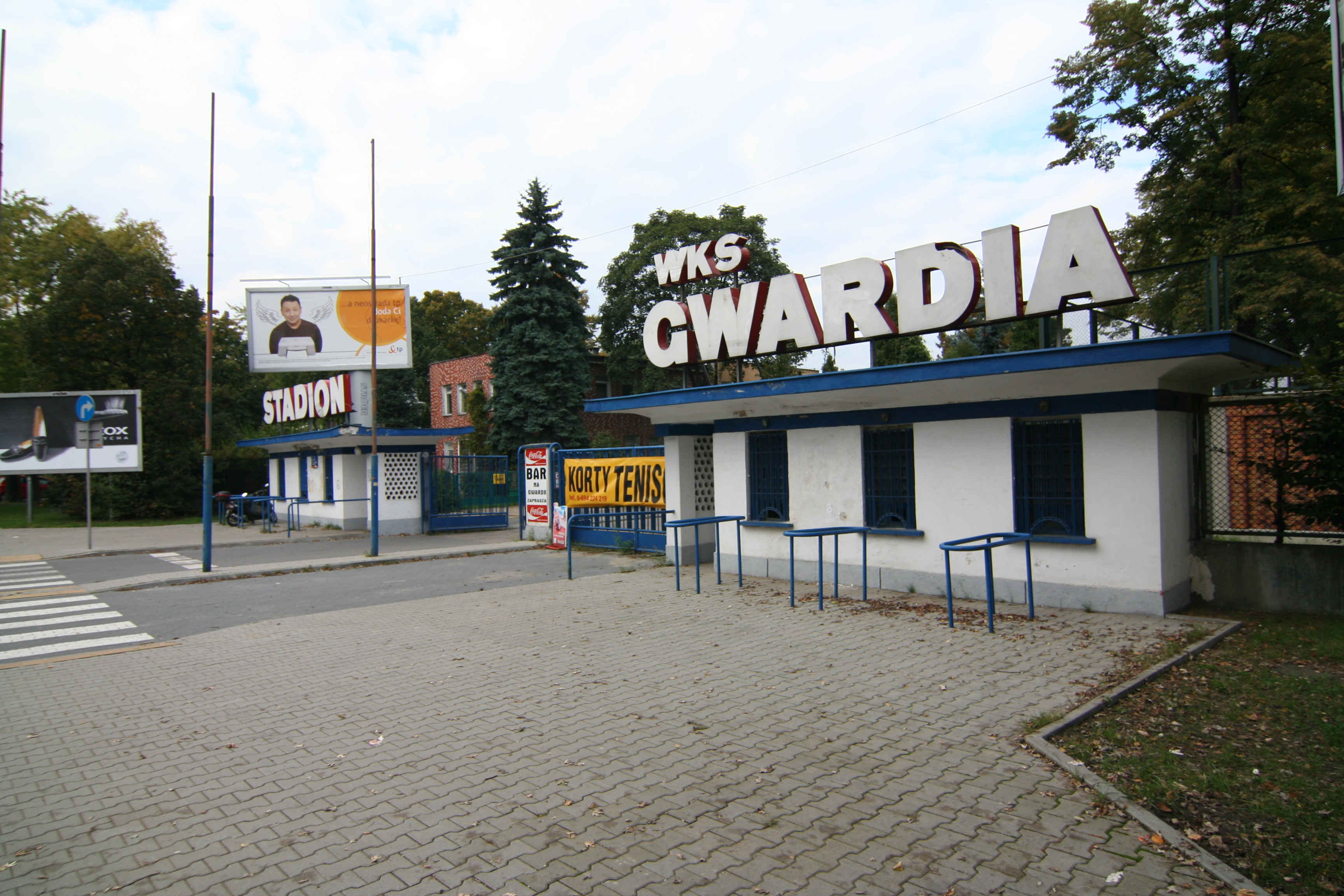
Stadión Gwardie

- 1955/56 – PMEZ – vyřazen v 1. kole Djurgårdens IF
- 1957/58 – PMEZ – vyřazen v předkole Wismutem Karl Marx Stadt
- 1974/75 – PVP – vyřazen ve 2. kole PSV Eindhoven
- 1969/70 – VELP – vyřazen ve 2. kole Dunfermline Athletic FC
- 1973/74 – UEFA – vyřazen ve 2. kole Feyenoordem Rotterdam